# Pitri
Pitri (IAST : pitṛ, étymologiquement parent des grec et latin pater, de l'anglais father, etc.) est un terme sanskrit signifiant père. Il est employé collectivement pour désigner les ancêtres défunts. Des offrandes peuvent être données en Inde aux pitri de sa famille, mais aussi aux esprits protecteurs de la cosmologie hindoue qui sont censés veiller sur eux: les Vishvedevas. Suivant les Upanishads, les pitri vivent dans un monde supérieur mais intermédiaire avant d'être réincarnés.